# Pomiany (województwo wielkopolskie)
Pomiany – wieś w Polsce położona w województwie wielkopolskim, w powiecie kępińskim, w gminie Trzcinica.
| SIMC    | Nazwa      | Rodzaj    |
| ------- | ---------- | --------- |
| 0210364 | Krok       | część wsi |
| 0210370 | Kwasielina | część wsi |

## Historia
Miejscowość historycznie należy do ziemi wieluńskiej i związana była z Wielkopolską. Ma metrykę średniowieczną i istnieje co najmniej od XV wieku. Wymieniona w dokumencie z 1400 jako „Pomnani, Pomiiani” .
Została odnotowana w historycznych dokumentach prawnych, własnościowych i podatkowych. Pierwszy raz w 1400 jako wieś opustoszała. W 1502 w miejscowości był młyn oraz staw. W 1577 odnotowano młyny o nazwach Podgórz oraz Krok. W 1670 miejscowy folwark płacił dziesięcinę plebanowi w Trzcinicy .
W latach 1975–1998 miejscowość położona była w województwie kaliskim.